# Arthur George Green
Arthur George Green (* 1864 in London; † 12. September 1941 ebenda) war ein britischer Chemiker (Farbstoffchemie).

## Leben
Green war der Sohn eines Architekten und studierte ab 1880 Naturwissenschaften am University College London. Nach dem Abschluss 1885 ging er in die Industrie und entwickelte dort Farbstoffe.
Zuerst war er bei der Firma Atlas Works in Hackney Wick bei London  und entwickelte dort 1887 den gelben Farbstoff Primulin und daraus einen roten Farbstoff für Baumwolle. Als seine Firma dies nicht nutzte ging er 1894 zur Clayton Anilin Company in Manchester, wo er neben der Verwertung seiner alten Entwicklungen Stilben-Farbstoffe, Azofarbstoffe und Schwefelfarbstoffe entwickelte.
1901 wurde er Professor für Farbstoffchemie an der University of Leeds. 1916 übernahm er außerdem die Leitung des Dyestuff Research Laboratory des College of Technology in Manchester und wurde 1918 Forschungsdirektor der Firma Levinstein, was er bis zu deren Übernahme durch die British Dyestuff Corporation 1923 blieb. Er hatte ein Privatlabor und war ab 1935 Berater von ICI.
1904 widerlegte er mit Arthur George Perkin die Hypothese von Wilhelm Ostwald, der Farbumschlag von Phenolphthalein wäre auf Dissoziation zurückzuführen. Stattdessen schlugen sie für die farblose Form eine aromatische und für die farbige eine chinoide Struktur vor.
Er entwickelte die Färbung mit Anilinschwarz weiter durch Ersetzen der faserschädigenden Chlorate durch Luftoxidation (Greensches Schwarz). Um 1922 entwickelte er wasserlösliche Farbstoffe für Celluloseacetat, genannt Ionamine.

## Schriften
- The analysis of dyestuffs and their identification in dyed and coloured materials, lake-pigments, foodstuffs, etc., London: C. Griffin, Philadelphia: J. Lippincott 1916, 1920
- A systematic survey of the organic colouring matters, London: Macmillan 1894, 1908, (Bearbeitung der Tafeln von Paul Julius, Gustav Schultz).